# Christophe Borbiconi
Christophe Borbiconi (* 26. Februar 1973 in Metz) ist ein ehemaliger französischer Fußballspieler und heutiger -trainer. Seine beste Zeit als Fußballer hatte er beim luxemburgischen Klub F91 Düdelingen. Dort war er von 2004 bis zu seinem Karriereende 2009 aktiv und gewann vier Meistertitel und drei Pokalsiege.

## Karriere als Spieler

### Verein
Seine Karriere begann er 1992 beim AS Nancy. Drei Jahre später verließ er seinen Heimatverein und ging dann zu CS Louhans-Cuiseaux. In der Saison 1998/99 spielte er auf Leihbasis bei CS Sedan. Borbiconi erreichte mit dem Klub aus den Ardennen das Finale der Coupe de France 1998/99. Dort unterlag man mit 0:1 dem FC Nantes. Borbiconi wurde nach 77 Minuten für Éric Crosnier ausgewechselt.
2000 verließ er Louhans-Cuiseaux und spielte beim AS Beauvais. Diesen verließ er jedoch nach nur einem Jahr. Nach Gastspielen bei Olympique Nîmes (2001–2002) und Olympique Alès (2002–2004), ging er dann nach Luxemburg, um für F91 Düdelingen zu spielen. In seinem ersten Jahr gewann er auch die Meisterschaft.
In der Folgesaison spielte er dadurch auch in der Qualifikation zur UEFA Champions League 2005/06. In der 1. Qualifikationsrunde sorgte man für eine faustdicke Überraschung, als man den favorisierten bosnischen Erstligisten HSK Zrinjski Mostar eliminieren konnte. In der 2. Qualifikationsrunde scheiterte man jedoch am österreichischen Meister Rapid Wien. In den folgenden vier Jahren gewann er ebenfalls die luxemburgische Meisterschaft. 2006, 2007 und 2009 auch den luxemburgischen Pokal. 2009 beendete Borbiconi seine Karriere.

## Karriere als Trainer
Von 2009 bis 2012 trainierte er den französischen Klub FC Thionville.

## Erfolge

### Als Spieler
- Finale in der Coupe de France: 1999 (mit dem CS Sedan)
- Luxemburgischer Meister: 2005, 2006, 2007, 2008 und 2009
- Luxemburger Fußballpokal: 2006, 2007 und 2009